# Servitù della gleba
(Adalberone di Laon, Carmen ad Rodbertum Regem.)
La servitù della gleba (già colonato in epoca romana) era una figura giuridica molto diffusa nel Medioevo, che legava il contadino a un determinato terreno (la gleba, in latino propriamente "zolla [di terra]"). Una figura giuridicamente complessa, che si colloca a metà tra lo schiavo e l'uomo libero, in quanto da un lato non è una proprietà, ma dall'altro non gode di alcune libertà fondamentali come quella di vivere dove vuole e svolgere il lavoro che vuole.

## Storia
Istituzioni sociali simili alla servitù della gleba erano già conosciute nella storia antica. La figura si è sviluppata subito nel III secolo, sotto Diocleziano, dai contadini romani, conosciuti con il nome di coloni, o "affittuarii". Il sostantivo colonus, invece, deriva dal verbo colere (coltivare).
L'imperatore romano, al fine di fermare la fuga dalle campagne verso le città, con un provvedimento autoritativo aveva imposto ai coloni di trasmettere il proprio mestiere ai loro discendenti. Li aveva inoltre fissati (anche per le generazioni successive) al terreno che coltivavano, al punto da essere venduti assieme a esso (passando così al servizio del nuovo proprietario del fondo). Il proprietario del fondo aveva il diritto di reclamare i coloni al suo servizio qualora si allontanassero dal fondo, poteva infliggere loro pene corporali in caso di disobbedienza, poteva stabilire in quali modi ogni colono potesse utilizzare la sua paga (chiamata peculius, come quella concessa agli schiavi).
Anche se proprietà terriera e servitù della gleba cominciarono a essere inscindibili attorno al IX secolo, essa trovò un fondamento giuridico formale con l'editto di Federico I di Danimarca (6 maggio 1524), che garantì ai proprietari terrieri la giurisdizione sui loro sudditi. Nel XVI secolo, la servitù della gleba si affermò quasi ovunque e in alcuni territori, soprattutto nell'area tedesca, molti contadini liberi furono ridotti alla condizione di servi della gleba.
Nell'area tedesca sud-occidentale, durante il Medioevo, la servitù della gleba veniva intesa come un vincolo piuttosto blando. Solamente nel XV secolo i proprietari terrieri fecero un uso più concreto dei diritti che loro derivavano da quest'istituto, anche come conseguenza dei processi di territorializzazione. Essi tentarono, su tutti i territori da loro controllati e in maniera sempre crescente, di identificare la proprietà su un fondo con la servitù della gleba di chi lo coltivava, attraverso la vendita e la permuta dei servi, oltre che con divieti di matrimonio sempre più severi. Furono soprattutto i divieti di matrimonio a suscitare scontento tra i contadini e furono una delle cause principali della rivolta contadina del 1524-1526.
Nei secoli XVII e XVIII, quando i divieti di matrimonio, di fatto, erano venuti meno, non vi era praticamente opposizione alla servitù della gleba. Poteva persino accadere che i servi della gleba rifiutassero le offerte di liberazione dalla loro condizione, nonostante, molto spesso, fossero stati in grado di sostenerne gli oneri finanziari. Soprattutto nelle zone in cui l'autorità territoriale era fortemente frammentata (per esempio nell'alta Svevia), la servitù della gleba ebbe una funzione importante dal punto di vista della tutela giuridica.
Infatti, come già accennato, la servitù della gleba era una condizione caratterizzata dalla reciprocità, per cui essa non poteva essere abolita contro la volontà dei servi medesimi. Quando un servo non era in grado di versare i tributi dovuti per causa di morte del capofamiglia, per esempio, generalmente il proprietario terriero si mostrava estremamente conciliante e accettava pagamenti rateali, oppure rinunciava al tributo, oppure ancora accettava, al posto del tributo, carità spirituale (per esempio un pellegrinaggio).
Solamente agli inizi del XIX secolo, con la liberazione dei contadini, cominciò il tramonto della servitù della gleba. La ricerca storica è giunta alla conclusione che la richiesta di abolizione della servitù della gleba non derivava tanto dalla pesantezza degli obblighi imposti ai contadini-servi, quanto piuttosto dal contrasto tra gli ideali illuministici e la concezione di un vincolo personale.

### Italia

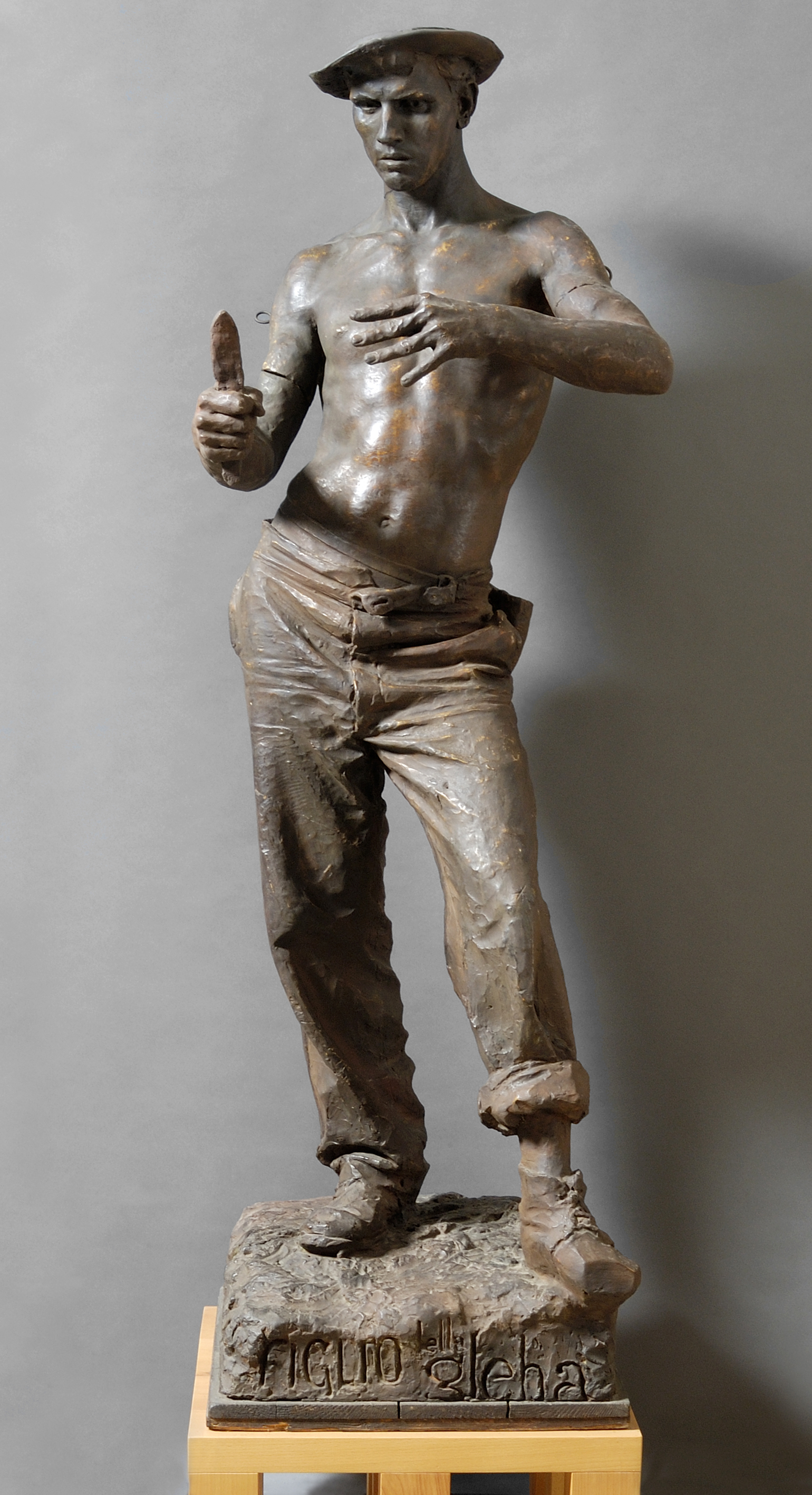
Giuseppe Graziosi, Il figlio della gleba, 1898, Modena, Gipsoteca "Giuseppe Graziosi".

Nell’Italia dei Comuni esistevano molti uomini di simile condizione. Una delle prime zone che stabilì ufficialmente la liberazione dei servi della gleba dai loro "doveri" fu la città di Bologna, per tutti i territori a essa sottomessi. Con il 3 giugno 1257, mentre era vescovo Giacomo Boncambio e massima autorità civile era Rolandino de' Passeggeri, Bologna liberò, previo riscatto, 5 855 servi sottomessi a signori laici, mentre i servi sottomessi a signori ecclesiastici furono liberati senza oneri. In ricordo di quegli eventi, Bologna mise nel suo stemma la parola libertas.
La servitù della gleba si trasformò in altri istituti agrari, come la colonia parziaria e la mezzadria. Ma, se da un lato si attenuarono i vincoli relativi alle persone, rimasero comunque forti i vincoli che determinavano gli interventi dei proprietari sulla conduzione delle attività agricole.

### Russia
In Russia, la servitù della gleba cominciò ad affermarsi molto tardi, nel 1601, quando lo zar Boris Godunov limitò la libertà di movimento dei contadini e già nel 1606, sotto Ivan Isaevič Bolotnikov, vi fu una grande rivolta contadina contro la servitù della gleba. Ma fu con Pietro il Grande che, nel 1723, si giunse a una normativa legale che disciplinava la servitù della gleba (che, come spesso accadeva nella legislazione di Pietro il Grande, era basata su preesistenti modelli occidentali).
La situazione dei contadini russi divenne ancora più pesante con Caterina II di Russia, nel tardo XVIII secolo, quando la servitù della gleba venne estesa anche all'Ucraina, dove, sino ad allora, i contadini erano rimasti liberi. La servitù della gleba venne abolita solamente nel 1861, dallo zar riformatore Alessandro II, circa 50 anni più tardi rispetto al resto d'Europa. Ma paradossalmente questa abolizione non significava maggiore libertà per i contadini, quanto piuttosto una maggior dipendenza economica, con la perdita, inoltre, della tutela giuridica. Questa situazione non venne compiutamente risolta fino alla rivoluzione d'ottobre, e ne contribuì al successo. Fecero parte dell'Armata rossa (esercito bolscevico, guidato da Trockij) più di 48 milioni di braccianti ex servi della gleba.

## Descrizione

### Nozione
La servitù della gleba va intesa anzitutto come un obbligo reciproco. Il signore garantiva ai servi della gleba tutela giuridica e militare. Per tutela giuridica si intende che il signore doveva assicurare l'assistenza legale in caso di liti verso terzi. In cambio, il servo della gleba versava al signore diversi tributi, in denaro, beni o servizi. Per esempio, nella Germania sud-occidentale, ogni anno, in segno di riconoscimento dello stato di servitù, doveva essere fornita al signore una gallina, e in caso di morte di un capofamiglia servo della gleba il miglior capo di bestiame (qualora morisse una donna, l'abito migliore). I servi della gleba erano soggetti al banno. Erano definiti bannalità: il turno di guardia, il trasporto di materiali, l'alloggiamento dei guerrieri e quello del signore, la trasmissione di messaggi.
Nel corso dei secoli XV e XVI, questi obblighi vennero via via trasformati in tributi in denaro e in ricchi patrimoni. Nell'area tedesca sud-occidentale il tasso si aggirava generalmente attorno all'1,5% del patrimonio. Esistevano anche zone in cui, fino agli inizi del XIX secolo, erano ammessi pagamenti in natura o in prestazioni equivalenti. I signori potevano vendere, acquistare e scambiare servi della gleba. Ciò però non significava altro che le prestazioni venivano rivolte a un nuovo signore, perché, generalmente, il servo della gleba continuava a coltivare il vecchio fondo. Questo "cambio di proprietà" era rilevante, per il servo, solamente tramite eventuali divieti di matrimonio. Infatti, il servo della gleba sottostava alla giurisdizione del proprio signore, il quale decideva anche se egli potesse contrarre matrimonio, e solo con autorizzazione da parte del signore era concesso al servo di lasciare il fondo.
Chi tentava di allontanarsi, veniva ricercato e riportato indietro con la forza. Solamente quando a un servo riusciva di raggiungere il territorio di una città, e di ottenere colà un diritto di residenza, poteva sottrarsi alla giurisdizione del proprietario fondiario. Da questo contesto nasce il detto "l'aria della città rende liberi". Inversamente, un servo della gleba non poteva essere allontanato dal fondo che coltivava, nemmeno con la forza. Va però precisato che la cosiddetta "servitù della gleba" medievale, a partire dal XII, è il prodotto - in Italia in forma prevalentemente contrattuale - della rinascita degli studi del diritto giustinianeo, come fin dal 1925 chiarì Marc Bloch, il quale correttamente attribuì la locuzione "servus glebae" al giurista bolognese Irnerio (fine XI-inizio XII secolo).

### Caratteristiche dell'istituto
I servi della gleba coltivavano i terreni che erano dati in concessione dal re ai nobili, pagando un fitto. Inoltre, dovevano pagare le decime (qualora il proprietario facesse parte del clero o fosse un ente ecclesiastico) ed erano obbligati a determinate prestazioni di lavoro (corvées). I servi della gleba erano tali per nascita, e non potevano (legalmente) sottrarsi a tale condizione senza il consenso del padrone del terreno. Nel Medioevo, in occasione dei lavori per dissodare nuove terre, spesso il proprietario dava a chi si sobbarcava l'onere di trasferirsi nelle nuove aree particolari libertà (franchigie) e privilegi: da cui il nome "Villafranca" dato a tante località.
I servizi a cui i servi della gleba erano obbligati, contrariamente a quanto accadeva nella schiavitù, non avevano un carattere generico, ma erano precisamente definiti. A differenza degli schiavi, giuridicamente i servi della gleba non erano "cose" ma persone, con qualche diritto: proprietà privata (limitata ai beni mobili), possibilità di sposarsi e di avere figli ai quali lasciare un'eredità. Il feudatario non aveva potestà sulla vita del servo della gleba, che però poteva essere venduto insieme alla terra, su cui aveva l'obbligo di restare. Intaccare questo principio fu una delle forme per sgretolare la servitù della gleba. Perciò non poteva neanche esserne cacciato. Dai doveri rurali, in molte zone d'Europa, ci si poteva sottrarre anche col trasferimento in città, come avvenne in Italia con la formazione dei liberi comuni (lasciare la campagna era illegale, ma i liberi comuni proteggevano i propri cittadini da ritorsioni del signore feudale): in Germania c'era il detto Stadtluft macht frei, ossia "l'aria della città rende liberi".